# Green (альбом)
Green — шостий студійний альбом американського рок-гурту R.E.M., випущений 7 листопада 1988 року лейблом Warner Bros. Records. Другий альбом, спродюсований гуртом та Скоттом Літтом, продовжив дослідження політичних питань як у текстах пісень, так і в художньому оформленні. Гурт експериментував на альбомі, пишучи пісні в мажорній тональності та включаючи в своє звучання нові інструменти, зокрема мандоліну, а також замінюючи свої оригінальні інструменти в інших піснях.
Одразу після релізу Green мав успіх, як у критиків, так і комерційно. Щоб просувати Green, гурт вирушив у 11-місячне світове турне і випустив чотири сингли з альбому: «Orange Crush», «Stand», «Pop Song 89» та «Get Up».

## Список композицій
Автор музики і слів R.E.M., якщо не зазначено інше. 
| Перша сторона | Перша сторона            | Перша сторона |
| #             | Назва                    | Тривалість    |
| ------------- | ------------------------ | ------------- |
| 1.            | «Pop Song 89»            | 3:04          |
| 2.            | «Get Up»                 | 2:39          |
| 3.            | «You Are the Everything» | 3:41          |
| 4.            | «Stand»                  | 3:10          |
| 5.            | «World Leader Pretend»   | 4:17          |
| 6.            | «The Wrong Child»        | 3:36          |

| Друга сторона | Друга сторона           | Друга сторона |
| #             | Назва                   | Тривалість    |
| ------------- | ----------------------- | ------------- |
| 1.            | «Orange Crush»          | 3:15          |
| 2.            | «Turn You Inside-Out»   | 4:16          |
| 3.            | «Hairshirt»             | 3:55          |
| 4.            | «I Remember California» | 4:59          |
| 5.            | «11»                    | 3:10          |

## Учасники запису
- Білл Беррі — барабани, бек-вокал, бас-гітара в «You Are the Everything», «The Wrong Child» і «Hairshirt»
- Пітер Бак — гітара, мандоліна, барабани в «Eleventh, Untitled Song»
- Майк Міллз — бас-гітара, клавішні, акордеон бек-вокал
- Майкл Стайп — вокал

## Позиції в чартах
| Рік  | Чарт            | Позиція |
| ---- | --------------- | ------- |
| 1988 | Billboard 200   | 12      |
| 1988 | UK Albums Chart | 27      |